# Tony Tan Caktiong
Antonio Tan Caktiong, detto Tony (陳覺中T, 陈觉中S, Chén JuézhōngP; 5 gennaio 1953), è un imprenditore cinese naturalizzato filippino.
È il fondatore e presidente della Jollibee Foods Corporation, azienda che controlla la catena di ristoranti Jollibee, e il co-presidente di DoubleDragon Properties. Forbes lo ha elencato come la quinta persona più ricca delle Filippine nel 2023, con un patrimonio netto stimato di 3,2 miliardi di dollari.

## Biografia
Nato in FIlippine nella provincia di Davao (oggi Davao del Sur) è il terzogenito dei sette figli di una coppia originaria della provincia del Fujian. Suo padre lavorava in un ristorante in Cina e come cuoco in un monastero buddista a Manila prima di aprire nel 1964 il suo ristorante a Davao City. Tony Tan Caktiong ha frequentato il liceo al Chiang Kai Shek College di Tondo e si è laureato in ingegneria chimica all'Università di Santo Tomás nel 1975. Terminati gli studi, nel 1975 apre con i fratelli due gelaterie nelle aree commerciali di Quiapo e Cubao. A seguito del successo dell'attività, la famiglia decide di convertire la gelatampliare la loro offerta includendo la vendita di piatti veloci quali panini, spaghetti e hamburger. Con la crescente popolarità dei prodotti alimentari, la famiglia decide di convertire le gelaterie in un ristorante fast food includendo piatti come hamburger, patatine fritte e pollo fritto. Il ristorante diventa il primo outlet Jollibee nel 1978.
Quando la catena americana di fast food McDonald's entrò nel mercato filippino nel 1981, Caktiong si trovò di fronte alla decisione di diventare un franchisee di McDonald's o di competere con il gigante con Jollibee. Caktiong ha optato per quest'ultima opzione ed è stato in grado di tenere testa alla concorrenza, facilitato anche dalla sua conoscenza delle preferenze culinarie dei suoi clienti. Ad esempio, Jollibee ha offerto piatti con riso come parte del menu in una fase iniziale, mentre McDonald's lo ha fatto molto tempo dopo.
Con il crescente successo della sua azienda, Caktiong è stato in grado di acquistare più catene di ristoranti. Nel 1994, Jollibee ha rilevato prima l'80% di Greenwich Pizza e nel 2006 il restante 20%. Nel 2000, l'azienda ha acquisito la catena Chowking, specializzata in fast food cinesi, e cinque anni dopo Red Ribbon Bakeshops, che offre una gamma di torte. Già nel 2004, Jollibee Food Corporation (JFC), insieme alle parti acquisite della società, deteneva una quota del 65% del mercato dei fast food nelle Filippine. Le Filippine sono quindi l'unico paese in cui un fornitore locale di fast food è riuscito a prevalere su McDonald's e a relegare il suo concorrente al secondo posto.
Nel 2004, Tony Tan Caktiong è stato insignito del titolo di Imprenditore Mondiale dell'Anno 2004 da Ernst & Young a Monaco. È stato il primo filippino a ricevere questo premio.

## Vita privata
Tony Tan Caktiong è sposato con Grace Tan Caktiong e hanno tre figli.  Grace Tan Caktiong è la presidente della Jollibee Foundation.